# Antonin Fritsch
Antonín Jan Frič (in tedesco Anton Johann Fritsch; Praga, 30 giugno 1832 – Praga, 15 novembre 1913) è stato un paleontologo, biologo e geologo ceco vissuto durante l'impero austro-ungarico.

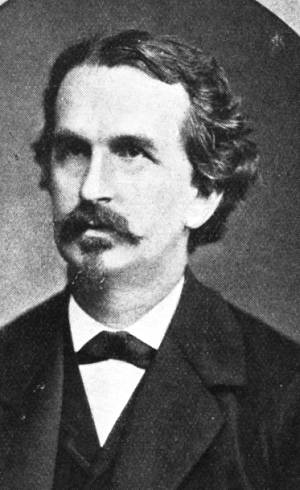
Antonin Fritsch

Professore all'Università di Praga, in seguito divenne direttore del Museo nazionale di Praga. È diventato famoso per i suoi contributi nel campo degli ecosistemi permo-carboniferi. Studiò numerosi anfibi estinti, tra cui i temnospondili noti attualmente come Branchiosaurus, Mattauschia, Cochleosaurus e Limnogyrinus, l'aistopode Phlegethontia e l'embolomero Diplovertebron, oltre che la famiglia Branchiosauridae.
Divenne anche noto per aver trovato fossili un tempo attribuiti ai dinosauri (Albisaurus albinus e Ponerosteus exogyrarum) e finora l'unico pterosauro conosciuto dalla Repubblica Ceca, Cretornis hlavaci. 
Fritsch ricevette la medaglia Lyell dalla Geological Society di Londra nel 1902.